# Guzmán el Bueno
Alonso Pérez de Guzmán, más conocido como Guzmán el Bueno (León, 24 de enero de 1256 – Gaucín, 19 de septiembre de 1309), primer señor de Sanlúcar de Barrameda, fue un militar y noble leonés, fundador de la casa de Medina Sidonia, formada por su descendencia por vía masculina.

## Biografía
Alonso Pérez de Guzmán nacido el 24 de enero de 1256 en León, fue hijo bastardo de Isabel, fallecida en el parto, y de Pedro Núñez de Guzmán, adelantado mayor de Castilla, y nieto por tanto de Guillén Pérez de Guzmán.
Se tiene constancia de que su vida pública transcurrió entre 1276 y 1309. Como militar intervino en las luchas internas del Magreb meriní. Tras las incursiones norteafricanas en la Baja Andalucía de 1275, medió en la tregua establecida entre el sultán meriní Yusuf y Alfonso X el Sabio en 1276. A finales de 1281 o comienzos de 1282, intervino en el pacto entre el citado Yusuf y Alfonso X, en virtud del cual el sultán meriní ayudaría al monarca castellano frente al rebelado infante don Sancho.
En 1282, el Rey Sabio premió los servicios de Guzmán con la villa de Alcalá Sidonia, hoy Alcalá de los Gazules, que le cambiaría ese mismo año por el Donadío de Monteagudo (hoy cortijo en el término municipal de Sanlúcar de Barrameda). Además, el rey lo casó con María Alfonso Coronel, una rica mujer que aportaría al matrimonio una importantísima dote, compuesta por casas en la collación (feligresía) de San Miguel en Sevilla, olivares de Torrijos (hoy hacienda en Valencina de la Concepción), olivares de La Robaína (en Pilas), la villa de Bollullos de la Mitación, las aceñas (molinos movidos por agua) que había en el río Guadalete junto a Jerez de la Frontera, el pago de viña de La Ina (hoy barriada rural en Jerez de la Frontera) y el pago de viña de El Barroso (hoy cortijo en Jerez de la Frontera).
Con el acceso al trono de Sancho IV, Guzmán marchó de nuevo al sultanato meriní de Fez, haciendo una gran fortuna con la que ampliaría sus propiedades. Compró más olivares en el Aljarafe, más casas en Sevilla, La Algaba, Alaraz, el Vado de las Estacas (en Alcalá del Río), Santiponce, la villa de Ayamonte y su castillo, Lepe, La Redondela (en Isla Cristina), la mitad de la villa (hoy ciudad) de El Puerto de Santa María, la dehesa de Vilaraña (en El Puerto de Santa María), el Donadío de Ventosilla (hoy cortijo situado entre Sanlúcar y Jerez) y el Donadío de Alixar (hoy Alijar, cortijo entre Sanlúcar y Jerez).

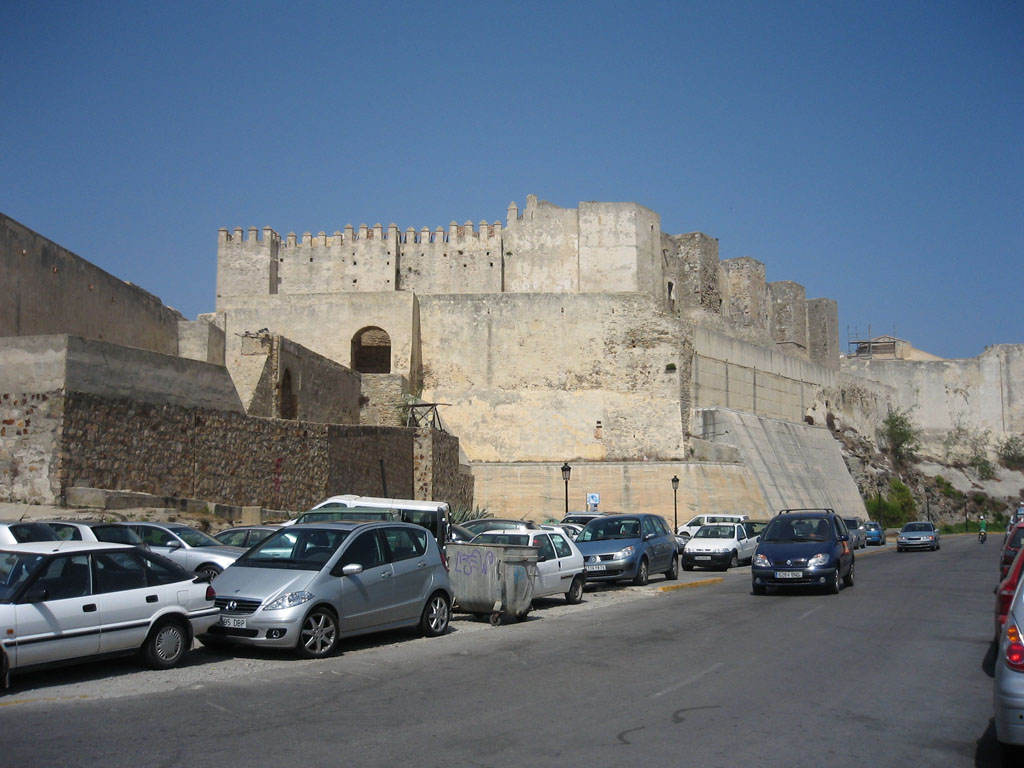
Castillo de Tarifa. Según la famosa leyenda, Guzmán lanzó desde sus murallas un cuchillo para que mataran a su hijo secuestrado antes que entregar el lugar a su enemigo.

## Leyenda y muerte

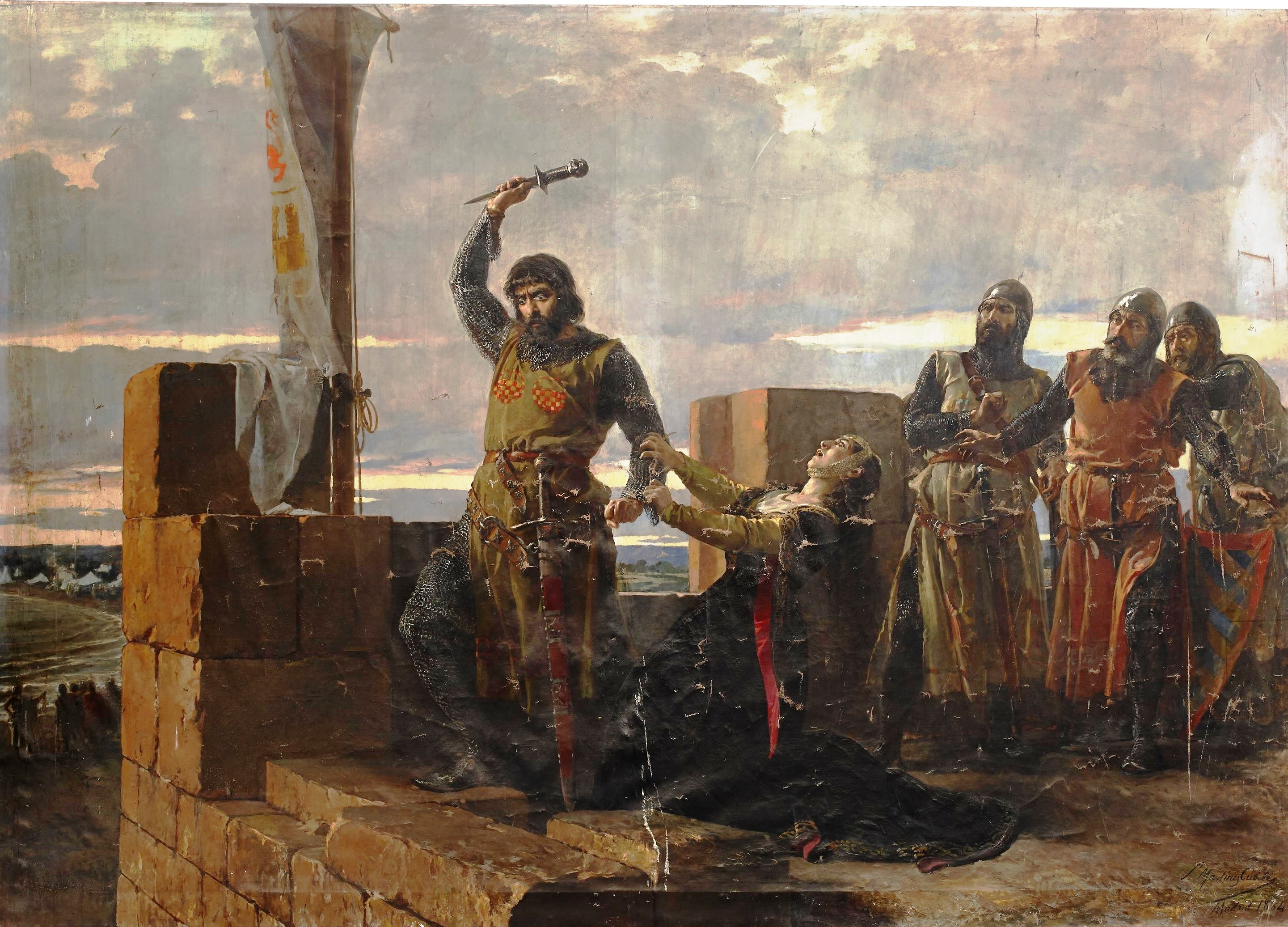
Guzmán el Bueno arrojando su daga en el cerco de Tarifa, del artista Salvador Martínez Cubells.

Posteriormente, en 1294, el propio Sancho IV recurrió a Guzmán para la defensa de Tarifa, plaza amenazada por el infante don Juan, hermano del monarca, con la ayuda de los meriníes y nazaríes. Allí ocurrió la célebre defensa heroica de Tarifa, con la muerte del inocente hijo menor de Guzmán, convertida en leyenda. Según esta, Guzmán el Bueno lanzó una daga para que mataran con ella a su propio hijo antes que sucumbir al chantaje que le hacían los sitiadores al haberlo conseguido apresar. Hasta el día de hoy, es recordado este acontecimiento a todos los visitantes de la ciudad de Tarifa, al tratarse de un gesto heroico cuyo recuerdo ha pervivido hasta nuestros días. Un antiguo romance exclamaba: «Matadle con este, si lo habéis determinado, que más quiero honra sin hijo, que hijo con mi honor manchado.».
Tras la gesta de Tarifa, Sancho IV le prometió verbalmente el Señorío de Sanlúcar en cuyo término se incluían los lugares y poblados de Sanlúcar de Barrameda, Rota, Chipiona y Trebujena. Sin embargo, fue su hijo Fernando IV quien hizo efectiva dicha merced en 1297. Con el tiempo, Sanlúcar se convertiría en el principal solar de la casa. En 1299 recibió la merced de la almadraba de Conil y su almadraba y en 1303 Chiclana de la Frontera. En 1307 recibió el Señorío de Vejer de la Frontera, a cambio de Zafra y Alconera, en Extremadura. Asimismo recibió el Señorío de Marchena y una retención sobre las rentas de Medina-Sidonia.
A la muerte de Guzmán el Bueno en Gaucín, en la Serranía de Ronda, luchando en la frontera con el Reino de Granada con el general meriní Ozmín, las dimensiones de sus señoríos y propiedades en el alfoz sevillano del Aljarafe, el área fronteriza onubense, el Bajo Guadalquivir y el área del Guadalete, convertían a la Casa de Guzmán en el linaje más importante de la alta nobleza en Andalucía durante la Baja Edad Media.
No obstante, la casa perdió parte de sus propiedades originales debido a las dotes matrimoniales y al testamento de María Alfonso Coronel dado en 1330. Por estas vías, su hija Isabel Pérez de Guzmán, casada con Fernán Ponce de León, aportó a la futura casa de Arcos el señorío de Marchena, la retención sobre las rentas de Medina-Sidonia, las villas de Rota y Chipiona y, según parece, la mitad de Ayamonte. Del mismo modo, otra hija del matrimonio, Leonor Pérez de Guzmán, casada en 1306 con Luis de la Cerda, legó a la futura casa de Medinaceli El Puerto de Santa María junto con Villafranca, el Alijar y otras heredades.
Los sepulcros de Guzmán el Bueno y María Alfonso Coronel, realizados por Juan Martínez Montañés, se encuentran en la iglesia del Monasterio de San Isidoro del Campo en Santiponce. Existe una leyenda que atribuye a Guzmán el Bueno la hazaña de haber matado a un dragón, llamado "la sierpe de Fez".

## Matrimonio y descendencia

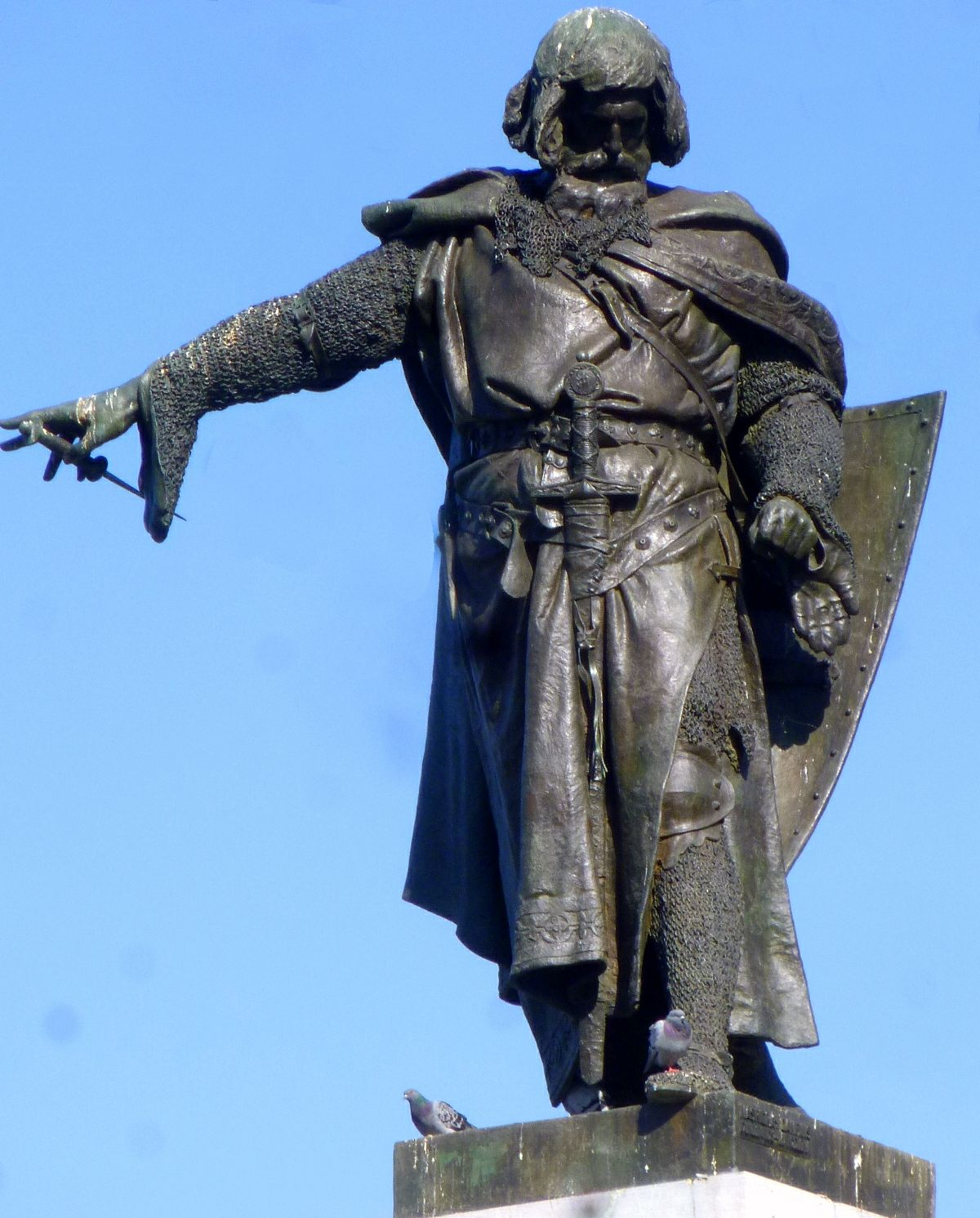
Monumento a Guzmán el Bueno en su León natal

Fruto de su matrimonio con María Alonso Coronel nacieron los siguientes hijos: 
- Juan Alonso Pérez de Guzmán (m. 1351), II señor de Sanlúcar de Barrameda. Contrajo matrimonio por primera vez con Beatriz Ponce de León, bisnieta del rey Alfonso IX de León e hija de Fernán Pérez Ponce de León, adelantado mayor de la frontera de Andalucía, y de su esposa Urraca Gutiérrez de Meneses. Posteriormente contrajo un segundo matrimonio con Urraca Osorio.
- Pedro Alonso Pérez de Guzmán (m. 1294). Fue asesinado ante los muros de la ciudad de Tarifa en 1294, a fin de conseguir que su padre, Alonso Pérez de Guzmán, rindiese la fortaleza, que se hallaba sitiada por las tropas del infante Don Juan, quien quería usurpar el trono de su hermano Sancho IV.
- Leonor de Guzmán (m. después de 1341). Contrajo matrimonio con Luis de la Cerda, bisnieto de Alfonso X de Castilla, rey de Castilla y de León y de León]].
- Isabel de Guzmán, señora de Rota y de Chipiona. Contrajo matrimonio con Fernando Ponce de León, IV señor de Marchena, e hijo de Fernán Pérez Ponce de León y de Urraca Gutiérrez de Meneses.

## Hipótesis sobre su origen
Generalmente la historiografía considera que Guzmán el Bueno provenía de la ciudad de León. Esta misma tesis se refleja en la Crónica General de España en el tomo referido a la provincia de León de José García de la Foz, que en su pág. 70 dice:

Alonso Pérez de Guzmán (el Bueno) nació en León a 24 de Enero de 1256, fue hijo de D. Pedro Núñez de Guzmán y doña Urraca Alfonso, hija del rey D. Alfonso el Onceno. Salió de León a los 19 años con otros caballeros para combatir a los moros en las fronteras de Estremadura. Dió grandes muestras de valor en tierras de Jaen, y tiene una larga historia militar llena de interesantes peripecias, habiendo combatido también en África al servicio de los moros; mas no contra los cristianos, sino contra sus enemigos naturales. Lo que más le ha hecho célebre... fue la heroica defensa que hizo de la plaza de Tarifa, que la había encomendado el rey D. Sancho. Ni las ofertas, ni las amenazas más crueles del infante D. Juan, pudieron quebrantar su fidelidad; llevada a tal punto su virtud que desde el muro vio el sacrificio bárbaro y cruento de su propio hijo. Este acto de sublime heroísmo. Bueno, según consta de la celebre carta que le dirigió desde Sevilla el citado rey... Murió en la Serranía de Gaucin, después de haber ganado a los moros a Gibraltar.

Sin embargo, el historiador Wenceslao Segura González sostiene que no existen documentos de la época que den fe de su lugar de nacimiento, por lo que duda de que hubiese nacido en León y apunta más bien a la rama de la familia Guzmán que se había asentado en Andalucía tras la conquista de la región por Fernando III de Castilla.
| Predecesor: - | Señorío de Sanlúcar 1297-1309 | Sucesor: Juan Alonso Pérez de Guzmán y Coronel |